# Starodub
Starodub (rusky a ukrajinsky Стародуб) je město v Ruské Federaci, správní středisko Starodubského rajonu v Brjanské oblasti. Jde o významné město ukrajinské historické země Starodubecko (Starodubščyna) nebo také Severie.

## Obyvatelstvo
Dle sčítání lidu z roku 2008 zde žije 18 399 obyvatel.
| Rok                   | 1939 | 1959 | 1970 | 1989 | 2002 | 2004 | 2005 | 2008 |
| --------------------- | ---- | ---- | ---- | ---- | ---- | ---- | ---- | ---- |
| Počet obyvatel (tis.) | 12,6 | 11,7 | 15,1 | 18,9 | 18,6 | 18,4 | 18,4 | 18,4 |

## Poloha
Město se nachází na řece Babynec, pravém přítoku řeky Bablja, přítoku řeky Sudosti (přítok řeky Desny).

## Etymologie
Podle místní legendy je Starodub pojmenován na počest mohutného silného dubu, který se nacházel v centru města, na náměstí. Podle současných znalostí tamější obyvatelé dub uctívali. Byl považován za posvátný strom boha Peruna. Lze dovozovat, že Starodub byl v pohanských dobách kulturním a duchovním centrem Severjanů. Pohané se tu příležitostně scházeli pod silnými větvemi dubu, přinášeli sem své náboženské oběti a pořádali slavnosti, v nichž opěvovali veliké a nádherné síly přírody.
Zbytky víry ve starý dub přežívaly dokonce až do 19. století, kdy v některých vesnicích Starodubského kraje rolníci pokládali do stájí části hromem poškozených dubů v přesvědčení, že dodá sílu jejich koním. Jak napsal místní historik Alexander Rubec, ještě ve třicátých letech 19. století rostl ve Starodubu dub s obrovskou korunou, pod kterou se vešlo až patnáct vozů. Roku 1840 dub uschl a městská rada ho nařídila vykopat i s kořeny, čímž „zničila slavnou historickou památku Starodubu“. V roce 1909, v blízkosti Kyjeva, vyzvedli archeologové ze dna řeky Desny 20metrový dub, do jehož kmene byly vpraveny čelisti čtyř kanců, které byly v dávných dobách považovány za posvátné a měly chránit člověka.

## Historie

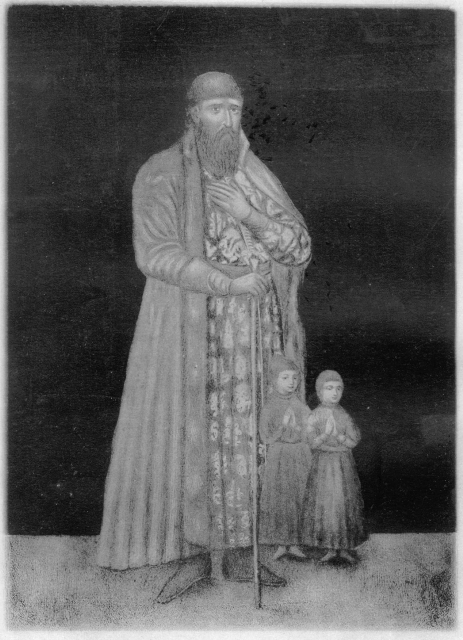
Spyrydon Šyraj, bojar města v letech 1681–1708

Město je známo z 11. století jako pevnost Černigovského knížectví. V letopisech se město poprvé zmiňuje v roce 1096 ve spojení s válkami mezi kmeny Kypčaků. Na přelomu 12. a 13. století bylo město centrem Starodubského knížectví. V roce 1239 bylo město zničeno Tatary.
Ve 14. století se oblast stala součástí Litevského velkoknížectví a město centrem Starodubského okresu. Na počátku 16. století oblast získalo Ruské carství.
V roce 1616 ho dobyla polská vojska a v souladu s podmínkami Děulinského příměří v roce 1618 město přešlo pod správu Republiky obou národů. Následně v roce 1620 městu bylo uděleno magdeburské právo a znak.
V roce 1648 v průběhu Chmelnického povstání vedeného Bohdanem Chmelnickým ukrajinské vojsko osvobodilo město. Podle sčítání lidu v roce 1654 v Starodubu žilo 538 kozáků. Od roku 1663 se město stalo vojensko-administrativním centrem Starodubského regimentu. V roce 1666 na prosbu starodubských obyvatel získalo město carský list, který potvrdil práva městské samosprávy.
Za Kozáckého hetmanátu se v okolí Starodubu těžila železná ruda a vyrábělo se z ní železo. Hejtman Ivan Mazepa od 9. května 1690 povolil starodubskému plukovníkovi Michalovi Myklaševskému zřídit dva doly na těžbu rudy.
V roce 1781 se Starodub stal krajským městem Novgorodsko-Siverské gubernie a od roku 1802 Černigovské gubernie.
Mezi lety 1917–1918 byl Starodub součástí Ukrajinské lidové republiky (podle zákona z 2.–4. března 1918 se měl stát centrem Siverského kraje) a později Ukrajinského státu.
V roce 1919 bylo město násilně začleněno do RSFSR.
Po druhé světové válce se ruská komunistická moc uchýlila k odstraňování zděných budov z dob hejtmanátu. Zejména byl zničen kostel svatého Jana, postavený v roce 1720 prostředky hejtmana Jana Skoropadského, a dále katedrála Proměnění Páně, postavená ve stylu ukrajinského baroka, a kostel svatého Mikuláše.

## Ekonomika
Ve městě je rozvinut především potravinářský průmysl (továrny na sýr a konzervy a také pekárna).

## Památky
- Katedrála narození Páně (1677, obnovena v roce 1744 po požáru). Kozácké baroko s prvky naryškinského stylu.
- Kostel sv. Zjevení, z let 1770–1789, provinční baroko.
- Kostel sv. Mikuláše, z let 1802–1802, klasicismus.
- Budovy bývalé duchovní akademie a mužské gymnázium

## Slavní lidé
- Josif Izrailevič Vorovič — ruský matematik, akademik Ruské akademie věd
- Semjon Jakovyč Haličský  — ukrajinský voják a státník. Starodubský plukovník.
- Petro Jurijovyč Datlev — ukrajinský politik, revolucionář, překladatel, editor a publicista.
- Mikola Zajcev — ukrajinský voják a veřejný pracovník; kornet armády UNR .
- Osip Kirillovič Kameněckij — ruský zdravotník
- Georgij Vasiljevič Metělskij — ruský spisovatel, prozaik.
- Michail Andrijovyč Miklaševskyj — ukrajinský voják a státník.
- Nikolaj Stěpanovič Nikitčenko — sovětský generálmajor.
- Anatolyj Volodymyrovyč Ohijevskyj — ukrajinský hydrolog, doktor technických věd.
- Roman Onysymovyč Rakuška — ukrajinský státní a církevní pracovník, pravděpodobný autor Kroniky Samovědce.
- Pavlo Andijovyč Rastohujev — běloruský lingvista-dialektolog.
- Olexandr Ivanovyč Rubec — ukrajinský etnograf, folklorista, sborový dirigent a pedagog.
- Ivan Iljyč Skoropadskyj — ukrajinský hejtman
- Pavlo Petrovyč Skoropadskyj — hejtman Ukrajinského státu (studoval na starodubském gymnáziu).
- Mykola Filipovyč Toločynov — porodník-gynekolog.
- Michail Stepanovyč Tkačenko — člen ukrajinské Centrální rady a Malé rady, generální tajemník soudní správy.